# مون ژاپن (واحد پول)

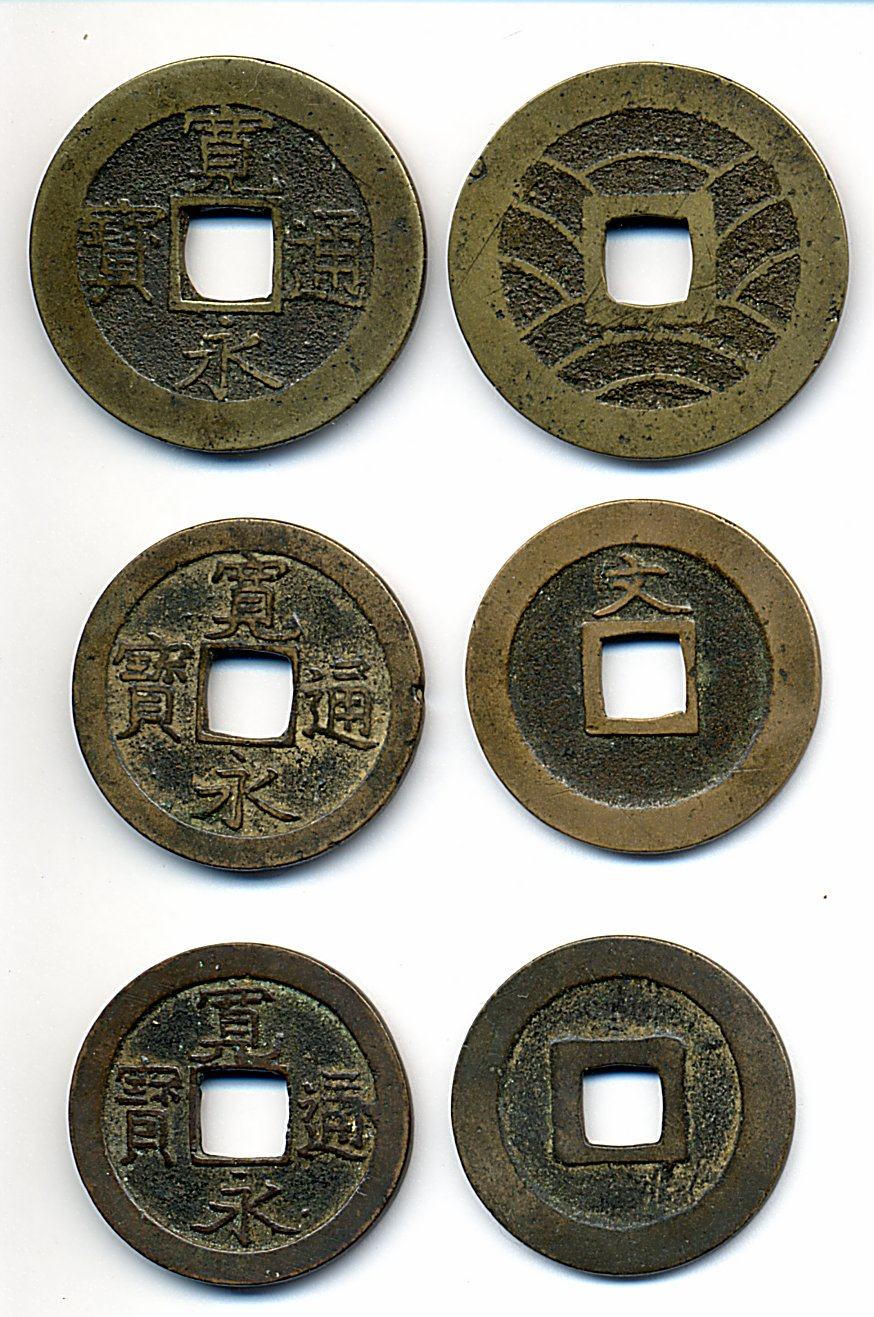

مون ژاپن (به ژاپنی: 文)، پول رایج ژاپن از دوره موروماچی در سال ۱۳۳۶ تا اوایل دوره میجی در سال ۱۸۷۰ بود. تا سال ۱۸۹۱ با سن (سکه) جدید در گردش بود. تاریخ ژاپن، واحد پول ژاپن با اشکال، سبک‌ها، طرح‌ها، اندازه‌ها و مواد بسیار، از جمله طلا، نقره، برنز و غیره وجود داشت.